# 阪口真紀
阪口真紀（日语：／ Sakaguchi Maki，1989年6月8日—），鳥取縣出生，日本女子曲棍球運動員，亦為日本國家女子曲棍球隊成員。畢業於八頭高等学校及立命館大学。其後加入索尼公司，現為旗下HC BRAVIA Ladies曲棍球隊成員，隊員編號6號。

## 簡歷
2016年，阪口真紀代表日本出戰巴西里约热内卢舉行的奥林匹克运动会女子曲棍球比賽。日本隊最終排名小组第五位，無緣晉級。